# Vytautas Kazimieras Jonynas
Vytautas Kazimieras Jonynas (* 10. März 1907 in Ūdrija (Bezirk Kalvarija), jetzt Rajongemeinde Alytus; † 4. Dezember 1997 in Vilnius) war ein litauischer Künstler. Er arbeitete als Buchillustrator, Grafiker, Maler, Bildhauer, Buntglaskünstler, Plakat- und Möbeldesigner. In der Zeit nach dem Zweiten Weltkrieg entwarf er für die Französische Besatzungszone in Deutschland die meisten Briefmarken-Ausgaben.

## Leben
Von 1923 bis 1929 lernte er an der Kaunasser Kunstschule in Kaunas.
Jonynas lebte in der Kurortstadt Druskininkai und danach in der litauischen Hauptstadt Vilnius, in der Pension des Zentrums für Gerontologie und Rehabilitation des Instituts für Experimentelle und klinische Medizin. 1944 sollte er seine Heimat Litauen verlassen und emigrierte nach Westen. Er ließ sich  in Deutschland und  1952 in USA nieder.

## Werke
- Briefmarken-Ausgaben der französischen Zone in Deutschland
- Briefmarken-Ausgaben der französischen Zone Baden
- Briefmarken-Ausgaben der französischen Zone Rheinland-Pfalz
- Briefmarken-Ausgaben der französischen Zone Württemberg-Hohenzollern
- Briefmarken-Jahrgang 1947 des Saarprotektorats

## Ehrungen
- Ehrenbürger von Druskininkai
- Mitglied der Ehrenlegion (Offizier)
- Ehrendoktor der Kunstakademie Vilnius
- 1994: Wahl zum Mitglied (NA) der National Academy of Design in New York[1]